# Titanattus pallidus
Titanattus pallidus är en spindelart som beskrevs av Cândido Firmino de Mello-Leitão 1943. Titanattus pallidus ingår i släktet Titanattus och familjen hoppspindlar. Inga underarter finns listade i Catalogue of Life.